# Autosticha euryterma
Autosticha euryterma is een vlinder uit de familie dominomotten (Autostichidae). De wetenschappelijke naam is voor het eerst geldig gepubliceerd in 1920 door Meyrick.
De soort komt voor in het Afrotropisch gebied.